# The Big Blues
| 전문가 평가 | 전문가 평가 |
| 평가 점수   | 평가 점수   |
| 출처        | 점수        |
| ----------- | ----------- |
| AllMusic    | [ 1 ]       |

《The Big Blues》는 1962년 킹 레코드가 발매한 미국의 블루스 음악가 알버트 킹의 데뷔 음반이다. 이 음반은 그의 첫 음반이며 그가 그의 경력 동안 대부분의 음반을 녹음했던 스택스 레코드와 계약하기 전 유일한 음반이다. 이 음반은 후에 《Travelin' to California》이라는 제목으로 재발매되었다.

## 녹음
《The Big Blues》는 이전에 킹 레코드와 밥빈 레코드가 싱글과 B-사이드로 발매한 곡들을 모은다. 킹은 1960년 세인트루이스 레이블 밥빈을 위해 〈Blues at Sunrise〉와 〈Let's Have a Natural Ball〉을 녹음했는데, 이는 그를 더 많은 청중들에게 소개하는데 도움이 되었다.
1961년 10월 킹은 아이크 터너가 피아노로 연주한 〈Don't Throw Your Love on Me So Strong〉을 발매했다. 그것은 현지에서 너무 잘해서 킹 레코드가 밥빈에게 레코드를 임대하여 다음 달에 싱글로 발매했다. 이 음반은 《빌보드》 R&B 차트에서 14위를 차지하며 킹의 첫 번째 히트곡이 되었다.

## 곡 목록
모든 곡들은 특별한 언급이 없는 한 알버트 킹에 의해 작사/작곡하였다.
| #   | 제목                                                        | 작사·작곡 | 재생 시간 |
| --- | ----------------------------------------------------------- | --------- | --------- |
| 1.  | 〈Let's Have a Natural Ball〉                               |           | 2:55      |
| 2.  | 〈What Can I Do to Change Your Mind?〉                      |           | 2:54      |
| 3.  | 〈I Get Evil〉                                              | 탐파 레드 | 2:31      |
| 4.  | 〈Had You Told It Like It Was (It Wouldn't Be Like It Is)〉 | 소니 톰슨 | 3:09      |
| 5.  | 〈This Morning〉                                            |           | 2:12      |
| 6.  | 〈I Walked All Night Long〉                                 |           | 2:56      |
| 7.  | 〈Don't Throw Your Love on Me So Strong〉                   |           | 3:00      |
| 8.  | 〈Travelin' to California〉                                 |           | 3:05      |
| 9.  | 〈I've Made Nights by Myself〉                              |           | 2:40      |
| 10. | 〈This Funny Feeling〉                                      | 루디 툼스 | 2:37      |
| 11. | 〈Ooh-Ee Baby〉                                             |           | 3:58      |
| 12. | 〈Dyna Flow〉                                               |           | 2:52      |